# Revolución del 17 de julio
La Revolución del 17 de Julio fue un Golpe de Estado que tuvo lugar en Irak, el 17 de julio de 1968 orquestado por el Partido Baaz Árabe Socialista y dirigido por Ahmed Hassan al-Bakr, Abd ar-Razzaq an-Naif y Sadam Huseín en contra del presidente Abdul Rahman Arif y al primer ministro Tahir Yahya del gobierno de la República Iraquí.
Irak, llevaba una década siendo una república, desde que en la Revolución del 14 de julio de 1958, se derrocó la monarquía Hachemí del rey Faisal II. En los últimos años, venía gobernando Abderramán Arif. Por entonces, el movimiento del socialista Partido Baaz se extendía por varios países de oriente medio. El citado día, tuvo lugar el pronunciamiento a través del cual los baazistas, apoyados por algunas facciones del ejército, se hicieron con el poder en un golpe en el que no hubo que lamentar un derramamiento de sangre.
De esta forma se alzaba con el poder en Bagdad Ahmed Hasan al-Bakr, con el apoyo de Sadam Huseín. Ahmed gobernaría en Irak hasta 1979, cuando se retira para cederle la presidencia a Sadam. El Partido Baaz gobernó el país desde el golpe de 1968 hasta la caída del régimen de Husein durante la guerra de Irak, en el año 2003.